# Liste des distinctions de Rachel McAdams

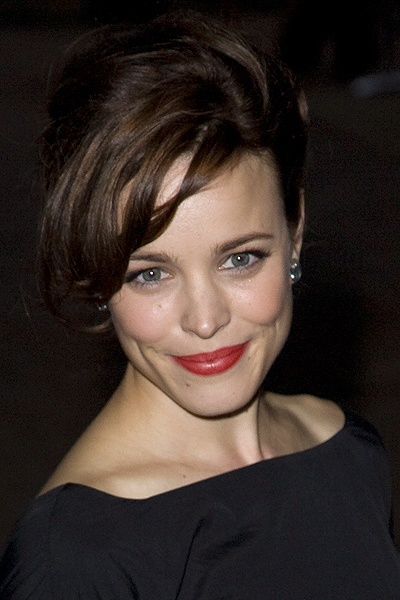
Rachel McAdams au Toronto Film Festival (25 septembre 2007).

Cet article regroupe toutes les récompenses et nominations de Rachel McAdams.

## Distinctions
Voici la liste des distinctions qu'a obtenu l'actrice canadienne Rachel McAdams. 
Au cours de sa carrière, Rachel McAdams a reçu :
- 2 nominations : Gemini Awards, dont 1 récompense
- 6 nominations : MTV Movie Awards, dont 3 récompenses
- 13 nominations : Teen Choice Awards, dont 6 récompenses

| Academy of Science Fiction, Fantasy & Horror Films | Academy of Science Fiction, Fantasy & Horror Films | Academy of Science Fiction, Fantasy & Horror Films                                                              | Academy of Science Fiction, Fantasy & Horror Films |
| Années                                             | Film(s)                                            | Catégories | Résultat                                           |
| -------------------------------------------------- | -------------------------------------------------- | --- | -------------------------------------------------- |
| 2010                                               | Sherlock Holmes                                    | Meilleure actrice dans un second rôle                                                                           | Nommée                                             |
| 2006                                               | Red Eye : Sous haute pression                      | Meilleure actrice                                                                                               | Nommée                                             |
| Academy Awards                                     |                                                    | |                                                    |
| Années                                             | Film(s)                                            | Catégories | Résultat                                           |
| 2016                                               | Spotlight                                          | Meilleure actrice dans un second rôle                                                                           | Nommée                                             |
| BAFTA Awards                                       |                                                    | |                                                    |
| Années                                             | Film(s)                                            | Catégories | Résultat                                           |
| 2006                                               | -                                                  | Nouvelle étoile montante                                                                                        | Nommée                                             |
| Gemini Awards                                      |                                                    | |                                                    |
| Années                                             | Série(s)                                           | Catégories | Résultat                                           |
| 2006                                               | Slings and Arrows                                  | Meilleure actrice invitée dans une série dramatique Épisode Season's End                                        | Nommée                                             |
| 2004                                               | Slings and Arrows                                  | Meilleure performance d'une actrice dans un second rôle dans une série dramatique Épisode A Mirror Up To Nature | Récompensée                                        |
| Genie Awards                                       |                                                    | |                                                    |
| Années                                             | Film(s)                                            | Catégories | Résultat                                           |
| 2003                                               | La voie du destin                                  | Meilleure performance d'une actrice dans un second rôle                                                         | Nommée                                             |
| Hollywood Film Festival                            |                                                    | |                                                    |
| Années                                             | Film(s)                                            | Catégories | Résultat                                           |
| 2005                                               | -                                                  | Percée d'une actrice                                                                                            | Récompensée                                        |
| MTV Movie Awards                                   |                                                    | |                                                    |
| Années                                             | Film(s)                                            | Catégories | Résultat                                           |
| 2006                                               | Red Eye : Sous haute pression                      | Meilleure performance                                                                                           | Nommée                                             |
| 2005                                               | N'oublie jamais                                    | Meilleur baiser                                                                                                 | Récompensée                                        |
| 2005                                               | Lolita malgré moi                                  | Meilleure équipe de film                                                                                        | Récompensée                                        |
| 2005                                               | Lolita malgré moi                                  | Meilleure révélation féminine                                                                                   | Récompensée                                        |
| 2005                                               | N'oublie jamais                                    | Meilleure performance féminine                                                                                  | Nommée                                             |
| 2005                                               | Lolita malgré moi                                  | Meilleure méchante                                                                                              | Nommée                                             |
| Satellite Awards                                   |                                                    | |                                                    |
| Années                                             | Film(s)                                            | Catégories | Résultat                                           |
| 2005                                               | Esprit de famille                                  | Meilleure actrice dans un second rôle dans un film musical ou de comédie                                        | Nommée                                             |
| ShoWest Convention                                 |                                                    | |                                                    |
| Années                                             | Film(s)                                            | Catégories | Résultat                                           |
| 2009                                               | -                                                  | Star féminine de l'année                                                                                        | Récompensée                                        |
| 2005                                               | -                                                  | Actrice de second rôle de l'année                                                                               | Récompensée                                        |
| Teen Choice Awards                                 |                                                    | |                                                    |
| Années                                             | Film(s)                                            | Catégories | Résultat                                           |
| 2010                                               | Sherlock Holmes                                    | Meilleure actrice dans un film d'action / aventure                                                              | Récompensée                                        |
| 2006                                               | Serial noceurs                                     | Meilleure actrice de comédie                                                                                    | Récompensée                                        |
| 2006                                               | Esprit de famille                                  | Meilleure actrice de comédie                                                                                    | Récompensée                                        |
| 2006                                               | Red Eye : Sous haute pression                      | Meilleur cri | Nommée                                             |
| 2006                                               | Serial noceurs                                     | Meilleur baiser                                                                                                 | Nommée                                             |
| 2005                                               | N'oublie jamais                                    | Meilleure actrice dans un film dramatique                                                                       | Récompensée                                        |
| 2005                                               | N'oublie jamais                                    | Meilleure alchimie                                                                                              | Récompensée                                        |
| 2005                                               | N'oublie jamais                                    | Meilleur baiser                                                                                                 | Récompensée                                        |
| 2005                                               | N'oublie jamais                                    | Meilleure scène d'amour                                                                                         | Récompensée                                        |
| 2005                                               | N'oublie jamais                                    | Meilleure scène de danse                                                                                        | Nommée                                             |
| 2005                                               | Lolita malgré moi                                  | Meilleure révélation féminine                                                                                   | Nommée                                             |
| 2005                                               | N'oublie jamais                                    | Meilleure révélation féminine                                                                                   | Nommée                                             |
| 2005                                               | Lolita malgré moi                                  | Choice Movie Blush                                                                                              | Nommée                                             |
| 2005                                               | Lolita malgré moi                                  | Meilleur cri dans un film                                                                                       | Nommée                                             |
| 2005                                               | Lolita malgré moi                                  | Personnage vicieuse dans un film                                                                                | Nommée                                             |